# ワザビト BRIDGE OF DREAMS
ワザビト BRIDGE OF DREAMS（ワザビト ブリッジオブドリームス）は、2015年10月18日から2018年3月25日までTBSで放送されたミニドキュメント番組であり、日曜劇場『下町ロケット』連動番組である。全121回。本田技研工業の一社提供。
『下町ロケット』終了後も引き続き放送。

## 番組内容
毎回ひとつの製品に使われている技術に焦点を当て、その開発にまつわるエピソードや人間関係を紹介している。

## 放送日時
- 毎週日曜日21:54 - 22:00（「日曜劇場」の放送時間によっては遅延あり）

## ナレーター
- 土屋太鳳[1]

## テーマ音楽
- 「Memories」（SAKEROCK）

## 放送リスト

### 2015年
| 回 | 放送日   | バックナンバー             | アイテム                 | ワザビト                   | BRIDGE OF DREAMS                 | 備考      |
| -- | -------- | -------------------------- | ------------------------ | -------------------------- | -------------------------------- | --------- |
| 01 | 10月18日 | 「卓球」の未来を変える     | 卓球台                   | 三浦慎（株式会社三英）     | 澄川伸一（プロダクトデザイナー） | 22:48放送 |
| 02 | 10月25日 | 「医療」の未来を変える     | 手術用はさみ             | 明頓隆太郎（シャルマン）   | 内山喜晴（内山シザーズ）         | 22:09放送 |
| 03 | 11月01日 | 「文具」の未来を変える     | 鉛筆削り                 | 中島潤也（中島重久堂）     | 13人の職人たち（中島重久堂）     |           |
| 04 | 11月08日 | 「天体観測」の未来を変える | 電波望遠鏡               | 北嶋貴弘（北嶋絞製作所）   | 三好 真（国立天文台）            |           |
| 05 | 11月15日 | 「宇宙」の未来を変える     | 皿バネ                   | 河原庸一（東海バネ工業）   | 飯田一成（東海バネ工業）         | 23:29放送 |
| 06 | 11月22日 | 「食卓」の未来を変える     | ホーロー鍋               | 土方智晴（愛知トビー）     | 小松 忍（愛知トビー）            |           |
| 07 | 11月29日 | 「振動」の未来を変える     | サスペンション付き車椅子 | 松田眞次（松田技術研究所） | 飯山正樹（飯山製作所）           |           |
| 08 | 12月06日 | 「再生医療」の未来を変える | 人工血管                 | 髙木義秀（福井経編興業）   | 朝倉哲郎（東京農工大学名誉教授） |           |
| 09 | 12月13日 | 「野球」の未来を変える     | ピッチングマシーン       | 田中完二（共和技研）       | 田中慎一郎（共和技研）           | 22:09放送 |
| 10 | 12月20日 | 「人工心臓」の未来を変える | 人工心臓                 | 田中隆（安久工機）         | 木村正典（木村製作所）           | 22:19放送 |
| 11 | 12月27日 | 「新幹線」の未来を変える   | 新幹線                   | 岩井仁（岩井製作所）       | 吉田敏勝（中川製作所）           | 22:48放送 |

### 2016年
| 回               | 放送日   | バックナンバー               | アイテム         | ワザビト                                                | BRIDGE OF DREAMS                               | 備考      |
| ---------------- | -------- | ---------------------------- | ---------------- | ------------------------------------------------------- | ---------------------------------------------- | --------- |
| （1月3日は休止） |          |                              |                  |                                                         |                                                |           |
| 12               | 1月10日  | 「朝食」の未来を変える       | トースター       | 寺尾玄（バルミューダ）                                  | 松藤恭平（バルミューダ）                       | 22:48放送 |
| 13               | 1月17日  | 「鉛筆」の未来を変える       | 鉛筆             | 杉谷龍一（北星鉛筆）                                    | 工場見学のお客さん                             | 22:09放送 |
| 14               | 1月24日  | 「紙」の未来を変える         | 首枕             | 山田明良（福永紙工）                                    | 鈴野 浩一                                      | 22:04放送 |
| 15               | 1月31日  | 「眠り」の未来を変える       | 紙               | 小池隆（小池経編染工所）                                | 荒川一成（睡眠化学センター准教授）             |           |
| 16               | 2月7日   | 「クレヨン」の未来を変える   | クレヨン         | 木村尚子（mizuiro株式会社）                             | 水谷和幸（東一文具工業所）                     |           |
| 17               | 2月14日  | 「缶詰」の未来を変える       | 缶詰             | 谷内啓二（谷啓製作所）                                  | 谷内栄子                                       |           |
| 18               | 2月21日  | 「食卓」の未来を変える       | 醤油差し         | 成田拓司（北洋硝子）                                    | 鈴木啓太（THE株式会社）                        |           |
| 19               | 2月28日  | 「タイヤ」の未来を変える     | タイヤチューブ   | 伊澤光輝（デファクトスタイル）                          | 高橋進（日本大学生産工学部）                   |           |
| 20               | 3月6日   | 「西陣織」の未来を変える     | 西陣織織り機     | 細尾真孝（株式会社細尾）                                | 鈴木真実（織物職人）                           |           |
| 21               | 3月13日  | 「水着」の未来を変える       | 水着             | 山本富造（山本化学工業）                                | 山本貴司（近畿大学水上競技部監督）             |           |
| 22               | 3月20日  | 「シルク」の未来を変える     | シルク           | 飯塚哲也（農業生物資源研究所）                          | 岡野俊彦（群馬県蚕糸技術センター）             |           |
| 23               | 3月27日  | 「木材」の未来を変える       | 木材             | 黒田和雄（北三株式会社）                                | 宇井誉（北三株式会社）                         |           |
| 24               | 4月3日   | 「夢」の未来を変える         | カニむきロボット | 加藤未来人                                              | 東大阪の職人たち 廣田義人                      |           |
| 25               | 4月10日  | 「塗料」の未来を変える       | 魔法のペン       | 神山麻子（太洋塗料）                                    | 小関隆一（デザイナー）                         |           |
| 26               | 4月17日  | 「がん診断」の未来を変える   | バイオチップ     | 長谷川克之（マイテック）                                | 長谷川裕起                                     |           |
| 27               | 4月24日  | 「水中探査」の未来を変える   | 水中探査機       | 杉野行雄（杉野ゴム化学工業所）                          | 岩下義之（アイデック規格）                     |           |
| 28               | 5月1日   | 「椅子」の未来を変える       | 椅子             | 藤沢秀行（ニットー）                                    | 川平洋（フロンティア医工学センター）           |           |
| 29               | 5月8日   | 「工具」の未来を変える       | ヤスリ           | 石田秀三郎（柄沢ヤスリ）                                | 倉橋忠男（倉橋鍍金）                           |           |
| 30               | 5月15日  | 「靴ひも」の未来を変える     | 靴ひも           | 梶原隆司（ツインズ）                                    | 金哲彦（プロランニングコーチ）                 |           |
| 31               | 5月22日  | 「キッチン」の未来を変える   | バターナイフ     | 関川功（関川鋼販）                                      | 小澤雅幸（小澤工業）                           |           |
| 32               | 5月29日  | 「救助」の未来を変える       | 救助用ボート     | 浜口弘睦（浜口ウレタン）                                | 藤原大輔                                       |           |
| 33               | 6月5日   | 「織物」の未来を変える       | 織物             | 吉岡隆治（第一織物）                                    | 西原薫                                         |           |
| 34               | 6月12日  | 「料理」の未来を変える       | フライパン       | 錦見泰郎（錦見鋳造）                                    | 錦見博子                                       |           |
| 35               | 6月19日  | 「伝統工芸」の未来を変える   | 加湿器           | 大橋博行（大橋量器）                                    | 岡田心（デザイナー）                           |           |
| 36               | 6月26日  | 「漆」の未来を変える         | 漆器             | 内田徹（漆淋堂）                                        | 渡邉暢子（福井県工業技術センター）             |           |
| 37               | 7月3日   | 「爪切り」の未来を変える     | 爪切り           | 小林英夫（諏訪田製作所）                                | 三浦達朗                                       |           |
| 38               | 7月17日  | 「ギター」の未来を変える     | ギター           | 小池健司（ヤイリギター）                                | 比嘉栄昇（BEGIN）                              |           |
| 39               | 7月24日  | 「金網」の未来を変える       | 金網             | 石川幸男（石川金網）                                    | 宮本眞理子                                     |           |
| 40               | 7月31日  | 「ハーモニカ」の未来を変える | ハーモニカ       | 酢山義則（昭和楽器製造）                                | 伊藤廣孝                                       |           |
| 41               | 8月7日   | 「食器」の未来を変える       | アルミ食器       | 堀井忠勝（堀忠製作所）                                  | 木津博義（塗装職人）                           |           |
| 42               | 8月21日  | 「包丁」の未来を変える       | アルミ食器       | 渡邉隆久（三星刃物）                                    | 渡邉友佳理（妻）                               |           |
| 43               | 8月28日  | 「金属」の未来を変える       | 金属             | 能作克治（能作）                                        | 鳥畠康充（整形外科医）                         |           |
| 44               | 9月4日   | 「陶器」の未来を変える       | 陶器             | 伊藤克紀                                                | 福岡弘径                                       |           |
| 45               | 9月11日  | 「シンバル」の未来を変える   | シンバル         | 小出俊雄                                                | 吉村文彦（プロドラマー）                       |           |
| 46               | 9月18日  | 「琴」の未来を変える         | 琴               | 岩上勝                                                  | 平成琴姫（アイドルグループ）                   |           |
| 47               | 9月25日  | 「乗り物」の未来を変える     | 自転車           | 鳴川俊治（片山工業）                                    | 越智日出男（塗装職人）                         |           |
| 48               | 10月2日  | 「足袋」の未来を変える       | 足袋             | 浅見高司（きねや足袋）                                  | 高岡尚司（ランニングアドバイザー）             |           |
| 49               | 10月9日  | 「水着」の未来を変える       | 水着             | 大熊正（関芳）                                          | 秋田祐作（デサント）                           |           |
| 50               | 10月9日  | 「曲げわっぱ」の未来を変える | 曲げわっぱ       | 柴田慶信                                                | 柴田昌正                                       |           |
| 51               | 10月23日 | 「時計」の未来を変える       | 時計             | 高橋稔（協和精工）                                      | 佐藤英樹（設計・組立担当）                     |           |
| 52               | 10月30日 | 「和紙」の未来を変える       | 時計             | 谷野裕子（手漉き和紙たにの）                            | 岡嶋多紀（服飾デザイナー）                     |           |
| 53               | 11月6日  | 「雪駄」の未来を変える       | 雪駄             | 芝﨑多加夫（芝惣商店／DESIGN SETTA SANGO）              | ちくちくさん（刺繍作家／ペインター）           |           |
| 54               | 11月13日 | 「ガラス細工」の未来を変える | ガラスペン       | 川西洋之（川西硝子）                                    | 渡邊洋一（背景美術家）                         |           |
| 55               | 11月20日 | 「乗り物」の未来を変える     | ハンドバイク     | 宇賀神一弘（宇賀神溶接工業所）                          | 柴田映司（インテリアデザイナー）               |           |
| 56               | 11月27日 | 「和傘」の未来を変える       | 和傘             | 松本光彩（日吉屋）                                      | 長根寛（照明デザイナー）                       |           |
| 57               | 12月4日  | 「義足」の未来を変える       | 義足             | 臼井二美男（(公財)鉄道弘済会 義肢装具サポートセンター） | 浜田篤至（今仙技術研究所）、宮田美文（ミズノ） |           |
| 58               | 12月11日 | 「ダンボール」の未来を変える | ダンボール       | 尾寅将夫（美販）                                        | 杉山知之（デジタルハリウッド大学 学長）        |           |
| 59               | 12月18日 | 「和紙」の未来を変える       | 和紙             | 谷口博文（谷口・青谷和紙）                              | 角田博明（東海大学航空宇宙学科 教授）          |           |
| 60               | 12月25日 | 「靴」の未来を変える         | 着せ替え靴       | 大谷巌（大谷企画）                                      | 安藤友介（Jay Jay Japan）                      |           |

### 2017年
| 回  | 放送日   | バックナンバー               | アイテム           | ワザビト                                                   | BRIDGE OF DREAMS                                 | 備考 |
| --- | -------- | ---------------------------- | ------------------ | ---------------------------------------------------------- | ------------------------------------------------ | ---- |
| 61  | 1月8日   | 「ハサミ」の未来を変える     | 理美容バサミ       | 栗林達也（コスモ・スミス）                                 | 松永巳喜男（銀座マツナガ）                       |      |
| 62  | 1月15日  | 「医療」の未来を変える       | 手術支援ロボット   | 川嶋健嗣（東京医科歯科大学生体材料工学研究所               | 只野耕太郎（東京工業大学未来産業技術研究所）     |      |
| 63  | 1月22日  | 「ロケット」の未来を変える   | 小型ロケット       | 大阪桐蔭中学校高等学校ロケット研究部                       | 藤谷述幸（創機システムズ）                       |      |
| 64  | 1月29日  | 「電球」の未来を変える       | 極小電球           | 高橋建志（細渕電球）                                       | 大平貴之（プラネタリウム・クリエーター）         |      |
| 65  | 2月5日   | 「注射」の未来を変える       | 痛みのない注射針   | 青柳誠司（関西大学システム理工学部）                       | 引土知幸（KINCHO中央研究所）                     |      |
| 66  | 2月12日  | 「網」の未来を変える         | 網                 | 鈴木勝也（日東製網）                                       | 河本聡美（JAXA）                                 |      |
| 67  | 2月19日  | 「医療」の未来を変える       | 顕微鏡             | 中村勝重（三鷹光器）                                       | 河野道宏（東京医科大学 脳神経外科分野 主任教授） |      |
| 68  | 2月26日  | 「内視鏡」の未来を変える     | 内視鏡             | 大塚尚武（ミュー）                                         | 樋口和秀（大阪医科大学付属病院 消化器内科）      |      |
| 69  | 3月5日   | 「ピンセット」の未来を変える | ピンセット         | 鈴木正弘（幸和ピンセット工業）                             | 関根美恵（JAMEL）                                |      |
| 70  | 3月12日  | 「義手」の未来を変える       | 義手               | 陳隆明（福祉のまちづくり研究所）                           | 小寺正健                                         |      |
| 71  | 3月19日  | 「人工筋肉」の未来を変える   | 人工筋肉           | 清板祝士（池田製紐所）                                     | 脇元修一（岡山大学）                             |      |
| 72  | 3月26日  | 「染め物」の未来を変える     | 風呂敷クロス       | 富田篤（富田染工芸 東京染小紋）                            | 野老朝雄（デザイナー）                           |      |
| 73  | 4月2日   | 「ロボット」の未来を変える   | 災害探査用ロボット | 古田貴之（千葉工業大学 未来ロボット技術研究センター 所長） | 西村健志（研究員）                               |      |
| 74  | 4月9日   | 「染め物」の未来を変える     | 超撥水生地         | 朝倉剛太郎（朝倉染布）                                     | 伊藤潤（東京工科大学 デザイン学部 講師）         |      |
| 75  | 4月16日  | 「ガラス」の未来を変える     | 理化学ガラス       | 橋本秀秋（有限会社東京製作所）                             | 筧友夏（プロダクトデザイナー）                   |      |
| 76  | 4月23日  | 「睡眠」の未来を変える       | パジャマ           | 大東利幸（大東寝具工業）                                   | 天谷武史（丸富産業）                             |      |
| 77  | 4月30日  | 「とんぼ玉」の未来を変える   | とんぼ玉           | 高畑眞佐子（空一歩）                                       | 佐竹保（佐竹ガラス）                             |      |
| 78  | 5月7日   | 「遊具」の未来を変える       | 遊具               | 後藤芳正（後藤体器）                                       | 後藤英文（シェルデザイン）                       |      |
| 79  | 5月14日  | 「提灯」の未来を変える       | 提灯               | 由元君平（鈴木茂兵衛商店）                                 | ミックイタヤ                                     |      |
| 80  | 5月21日  | 「自転車」の未来を変える     | ギア               | 浜元陽一郎（フリーパワー）                                 | 松尾充浩（松尾ボーリング工場）                   |      |
| 81  | 5月28日  | 「ふきん」の未来を変える     | ふきん             | 垣谷欣司（白雪ふきん）                                     | 谷佳和（谷織布工場）                             |      |
| 82  | 6月4日   | 「睡眠」の未来を変える       | 枕                 | 高田大輔（高田耕造商店）                                   | 長富早希（頭もみほぐし専門店 悟空のきもち）      |      |
| 83  | 6月11日  | 「家具」の未来を変える       | 桐の家具           | 稗田正弘（桐里工房）                                       | 稗田智恵子（妻）                                 |      |
| 84  | 6月18日  | 「ボブスレー」の未来を変える | ボブスレー         | 野川聡（三陽機械製作所）                                   | ボブスレー ジャマイカ代表選手                    |      |
| 85  | 6月25日  | 「ノート」の未来を変える     | ノート             | 中村輝雄（中村印刷所）                                     | 林大吾 （愛知県みよし市立南部小学校教員）        |      |
| 86  | 7月2日   | 「折り紙」の未来を変える     | 折り紙             | 新田知生（日葵設計）                                       | 小林拓仁 （ほしゆう）                            |      |
| 87  | 7月9日   | 「布」の未来を変える         | ランダム布         | 大野浩邦（染織工房シルクトーン）                           | 大野伸彦 （次男）                                |      |
| 88  | 7月16日  | 「横笛」の未来を変える       | 横笛               | 船津重信（横笛ヒーロー社）                                 | 澤津智哉 （倭川戸神楽社中）                      |      |
| 89  | 7月23日  | 「装具」の未来を変える       | 装具               | 島田旭緒（東洋装具医療器具製作所）                         | 澤邦彦（澤動物病院 獣医師）                      |      |
| 90  | 7月30日  | 「日傘」の未来を変える       | 日傘               | 藤本義和（藤本染工芸）                                     | 白川茂子（傘職人）                               |      |
| 91  | 8月13日  | 「手ぬぐい」の未来を変える   | 手ぬぐい           | 中尾雄二（株式会社ナカニ）                                 | 郷田英子（プロダクトデザイナー）                 |      |
| 92  | 8月20日  | 「笛」の未来を変える         | 笛                 | 吉川清和（吉川製型）                                       | 古川稔彦（多治見市立滝呂小学校 教員）            |      |
| 93  | 8月27日  | 「車いす」の未来を変える     | 車椅子             | 柴崎博文（八千代工業）                                     | 土田和歌子（車いすマラソン 世界記録保持者）      |      |
| 94  | 9月3日   | 「箸」の未来を変える         | 箸                 | 榊原繁彦（丸繁製菓）                                       | 福嶌学（熊本県いぐさ畳表 活性化連絡協議会）      |      |
| 95  | 9月10日  | 「くし」の未来を変える       | くし               | 下島康保（塚田理研工業）                                   | 下島千穂（YC.Primarily）                         |      |
| 96  | 9月17日  | 「折り畳み傘」の未来を変える | 折り畳み傘         | 市瀬裕子（Tokyo noble 東京ノーブル）                       | 間野由里衣（デザイナー）                         |      |
| 97  | 9月24日  | 「筆」の未来を変える         | 洗顔筆             | 川合福男（川合毛筆 豊橋筆職人）                            | 青山和志（木と革aoyama 木工職人）                |      |
| 98  | 10月1日  | 「組子細工」の未来を変える   | 組子細工           | 木下正人（木下木芸）                                       | 志岐和真（二見屋）                               |      |
| 99  | 10月8日  | 「サイコロ」の未来を変える   | 世界最小のサイコロ | 斉藤清和（入曽精密）                                       | 桐原聡二郎（エルグ）                             |      |
| 100 | 10月15日 | 「薪ストーブ」の未来を変える | 薪ストーブ         | 茂木国豊（モキ製作所）                                     | 内田和美（富山大学芸術学部教授）                 |      |
| 101 | 10月29日 | 「椅子」の未来を変える       | 椅子               | 森幸太郎（下市木工舎 市 ichi）                             | 花井利博（花井商店）                             |      |
| 102 | 11月5日  | 「江戸独楽」の未来を変える   | 江戸独楽           | 広井政昭（広井木工所 江戸独楽職人）                        | 谷みゆき（東京成徳大学 日本伝統文化学科）        |      |
| 103 | 11月12日 | 「染色」の未来を変える       | 染色               | 大竹夏紀（染色アーティスト）                               | キシタトモミ（ファッションデザイナー）           |      |
| 104 | 11月19日 | 「ドリル」の未来を変える     | ドリル             | 手嶋智（ビックツール）                                     | 植木賢（鳥取大学医学部付属病院医学博士）         |      |
| 105 | 11月26日 | 「耳かき」の未来を変える     | 耳かき             | 熊本雄馬（キッソオ）                                       | 金谷勉（セメントプロデュースデザイン）           |      |
| 106 | 12月3日  | 「椅子」の未来を変える       | 椅子               | 藤澤稔（プロダクトデザイナー）                             | 長谷川康之（トレイン）                           |      |
| 107 | 12月10日 | 「和紙」の未来を変える       | 和紙               | 堀木エリ子（和紙アーティスト）                             | 光井純（建築家）                                 |      |
| 108 | 12月17日 | 「オルゴール」の未来を変える | オルゴール         | 岩満国吉（バイオベル）                                     | 地元の仲間たち                                   |      |
| 109 | 12月24日 | 「照明」の未来を変える       | LED照明            | 貝沼由久（ミネベアミツミ）                                 | 平野哲行（建築デザインプロデューサー）           |      |

### 2018年
| 回  | 放送日  | バックナンバー                 | アイテム           | ワザビト                                       | BRIDGE OF DREAMS                                 | 備考 |
| --- | ------- | ------------------------------ | ------------------ | ---------------------------------------------- | ------------------------------------------------ | ---- |
| 110 | 1月7日  | 「箸」の未来を変える           | 箸                 | 宮保克行（箸factory宮bow）                     | 吉田登代                                         |      |
| 111 | 1月14日 | 「紙」の未来を変える           | 千代切紙           | 臼井基樹（バックストリートカンパニー）         | 平井健志朗（NAKED.Incアートディレクター）        |      |
| 112 | 1月21日 | 「ロボット」の未来を変える     | ロボット           | 阿嘉倫大（スケルトニクス）                     | 熊谷崇宏（スクウェアエニックスゲームディレクタ） |      |
| 113 | 1月28日 | 「プラスチック」の未来を変える | 医療用プラスチック | 荏原充宏（物質・材料研究機構）                 | 遠藤ミネ子（三愛病院 看護部長）                  |      |
| 114 | 2月4日  | 「タオル」の未来を変える       | タオル             | 浅野雅己（浅野撚糸）                           | 加藤勘次（おぼろタオル）                         |      |
| 115 | 2月11日 | 「フィルム」の未来を変える     | フィルム農法       | 森有一（メビオール）                           | 高田太郎（CAMBUSA シェフ）                       |      |
| 116 | 2月18日 | 「古着」の未来を変える         | ジッパーシェルフ   | 浜口緑（リシュラ）                             | 林洋介（14sd Fourteen Stone Designデザイナー）   |      |
| 117 | 2月25日 | 「水引」の未来を変える         | 水引               | 廣瀬由利子（自遊花人）                         | 小山祐一（小山カバーリング）                     |      |
| 118 | 3月4日  | 「野菜」の未来を変える         | 野菜シート         | 早田圭介（アイル）                             | 熊田誠一郎（和菓子職人）                         |      |
| 119 | 3月11日 | 「組紐」の未来を変える         | 組紐               | 田実桂郎（関西大学システム電気電子情報工学科） | 長谷川往春（長谷川典雅堂京組紐職人）             |      |
| 120 | 3月18日 | 「バッグ」の未来を変える       | バッグ             | 三宅啓介（京人形み彌け京人形伝統工芸士）       | 長谷川往春（長谷川典雅堂京組紐職人）             |      |
| 121 | 3月25日 | 「テント」の未来を変える       | 球体テント         | 菊地信和（三鷹テント）                         | 大橋一隆（オープン・エーデザイナー）             |      |